# Марія Квіслінг
Марія Кві́слінг, уроджена Марія Василівна Па́сєчникова (10 жовтня 1900 — 17 січня 1980) — відома як дружина норвезького націоналістичного політика Відкуна Квіслінга, хоча у істориків є сумніви в тому, що подружжя було в законному шлюбі.[відсутнє в джерелі] Пара познайомилася в Харкові в 1923 році, й у вересні того року побралася. Наступні кілька років Марія жила в Норвегії і Франції, часто окремо від Відкуна через його роботу і подорожі. Вони оселилися в Норвегії у 1929 році, де Відкун був одним із засновників націоналістичної партії Nasjonal Samling. Під час німецької окупації Норвегії, Відкун керував пронацистським маріонетковим режимом. Марія жила з ним у Вілла-Гранде з 1941 по 1945 роки і була господинею на зібраннях там і в Королівському палаці.
Після того, як Відкуна було визнано винним у державній зраді і засуджено до смертної кари, вона неодноразово зверталася до влади від його імені, але безуспішно. Була ненадовго арештована в 1946 році за свої дії під час окупації, але всі звинувачення були зняті. Упродовж багатьох років вона боролася за повернення собі їхньої з Квіслінгом квартири та іншої власності. Остаточне врегулювання було досягнуто в 1955 році, за яким вона отримала квартиру, чимало меблів і гроші. У 1959 році вона також отримала урну з прахом її чоловіка, який зі скромною церемонією поховала поблизу церкви Gjerpen. Проживши самотнє життя в Осло після війни, вона померла у 1980 році, залишивши своє майно благодійному фонду свого та чоловікового імені, який щороку дає невелику суму грошей певній кількості літніх людей.

## Раннє життя і шлюб

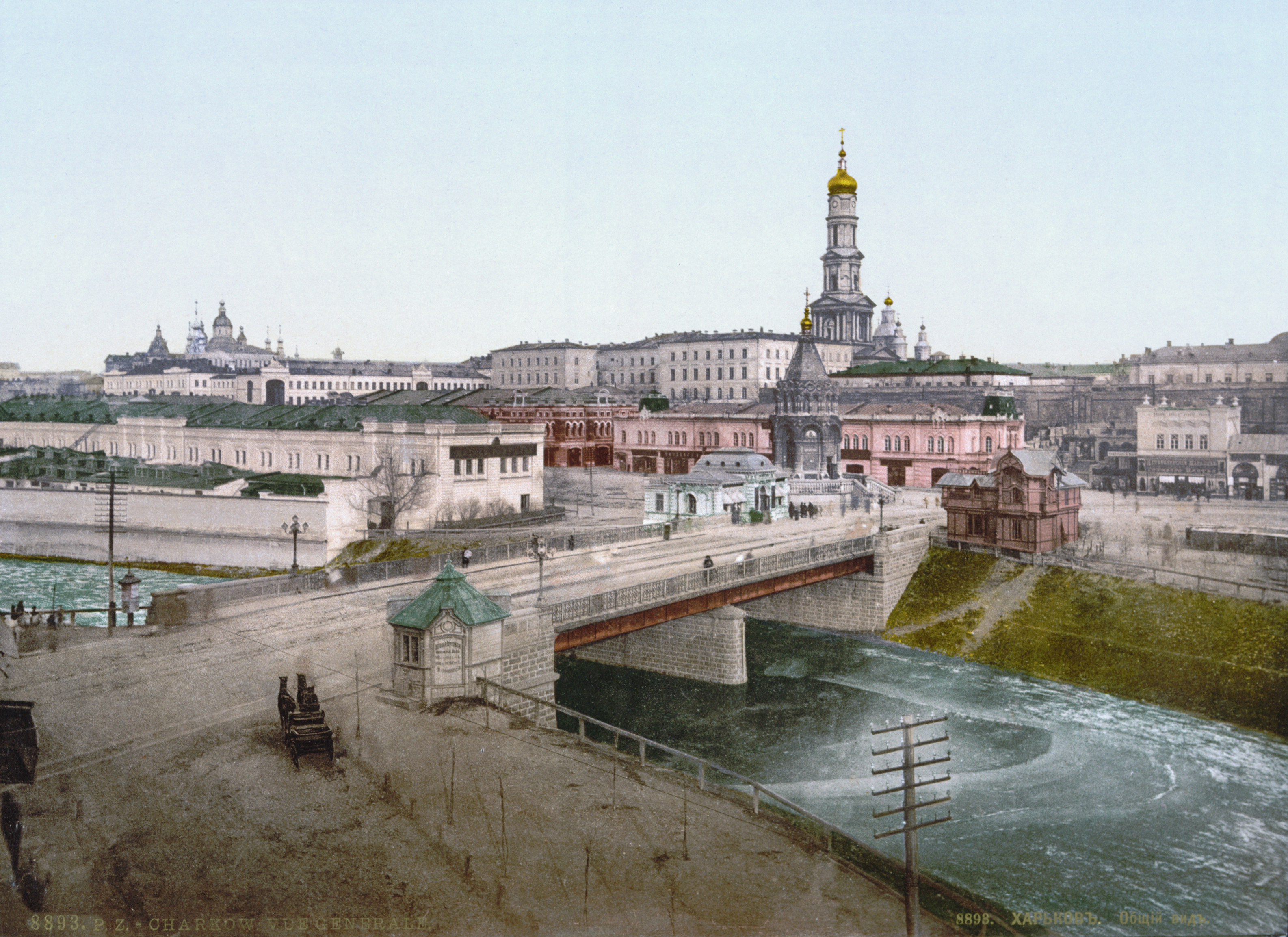
Квіслінги жили в центрі Харкова і з теплотою згадували прогулянку по річці, коли Відкун проводив її додому з вечірки літнього вечора у 1923 році. Листівка с. 1900

Марія Квіслінг народилася, імовірно, в листопаді 1900 року в Харкові в тодішній Російській імперії. Студентський квиток каже, що вона народилася в 1899 році. Інформація про її сім'ю непевна. Вона розповідала родичам чоловіка, що її батько був вищим чиновником.
Закінчила середню школу у 1918 році й отримала диплом Харківського інституту народного господарства в 1922 році. У тому ж році вона почала працювати в українській організації, яка координувала роботу різних закордонних організацій з надання допомоги, в тому числі Nansen aid. Марія вперше зустріла Відкуна в березні 1923 року, а романтичні стосунки розвивалися упродовж літа. Перед тим Відкун був нетривало (формальноо чи неформально) одружений з Олександрою Вороніною. Історик Ганс Фредрік Даль вважає, що Марія знала про стосунки з Олександрою і прийняла його пояснення, що це був формальний з метою допомогти Олександрі виїхати з Росії.
За словами Квіслінг, вона і Відкуну одружилися у норвезькому посольстві в Москві 10 вересня 1923 року. Історики вважають, що це помилка, оскільки Норвегія офіційно не визнавала нової Радянської влади до 1924 року. Представник норвезької торгової контори не мав права укладати шлюби, і він не був у Москві 10 вересня. Пара, можливо, мала цивільний шлюб в Харкові, хоча про це немає жодних документів. Історик Ганс Фредрік Даль вважає, що того дня Марія та Відкун справді одружилися, але не впевнений, чи було це коректно оформлено документально, чи це була символічна весільна церемонія. Того ж дня, коли, імовірно, відбулося весілля, Марія отримала спеціальний паспорт для працівників Nansen Action. Він виданий  на ім'я «Мері Квіслінг».
Квіслінг покинула Росію самостійно і приїхала у Париж, де в кінці 1923 року вона знову приєдналася до Відкуна й Олександри, які подорожували разом. Деякий час вони жили у Hotel Studia в латинському кварталі, хоча з листопада по січень 1924 подорожували у Відень та інші місця.
У червні 1924 року Марія, Олександра і Відкун приїхали до Норвегії, де Марію було представлено родині Квіслінга як його нову дружину; вони провели деякий час у батьків Відкуна у Телемарку, де вона почала вивчати норвезьку. Олександра, кого Відкун представляв своєю дружиною за рік до цього, тепер згадується як «дитя, про яке він дбає». Пізніше того літа Олександра назовсім покинула Норвегію. Марія Квіслінг повернулася у Францію в 1926 році, де вона знову зустрілася з Олександрою, в компанії інших російських емігрантів. Вона жила в Нормандії і в Парижі, де впродовж деякого часу відвідувала лекції в Сорбонні.
Коли Відкун отримав в Москві посаду головного секретаря дипломатичної місії з питань британських дипломатичних справ, що керувалася Норвегією, Марія приєдналася до нього у листопаді 1928. Подружжя деякий час жило разом з лінгвістом Олафом Броком і його дружиною, а пізніше з дипломатом Пером Пребенсеном і його дружиною Рагнхільд.
У 1928 і 1929 роках Квіслінги купили багато картин і антикваріату, а також столове срібло і меблі. Відкун витратив на них усі свої заощадження і спадок від своєї матері. За пізнішими словами Марії, її мати приїхала до Москви з грошима, спадком від Маріїного батька, однак дослідник Арве Юрітцен сумнівається, що мати Марії взагалі того року була у Москві. На той час Марія була бідною і залежала від економічної підтримки Відкун.
У грудні 1929 року пара переїхала в Осло, де в 1922 році Видкун купив квартиру по Erling Skjalgssons 26 у Фрогнері. Більшість із 200 картин були поміщені у депозитні скриньки, оскільки їх виявилося тяжко продати за очікувану Відкуном ціну. Він вважав, що це переважно картини відомих художників, однак більшість виявилися копіями.

## Розподіл власності

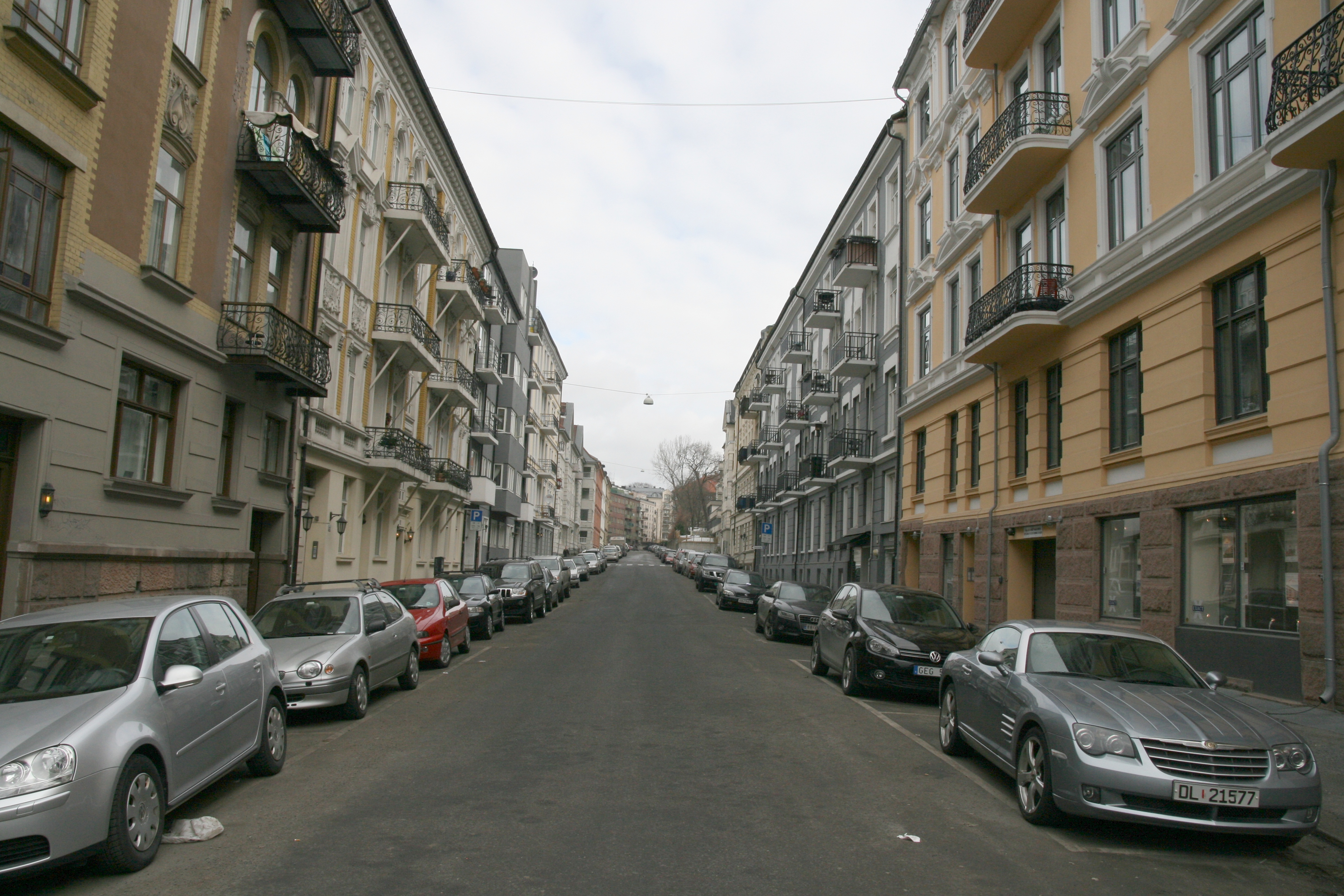
Вулиця Erling Skjalgssons, де Марія Квіслінг прожила більшу частину свого життя в Норвегії

## Участь уNasjonalSamling і режим Квіслінга

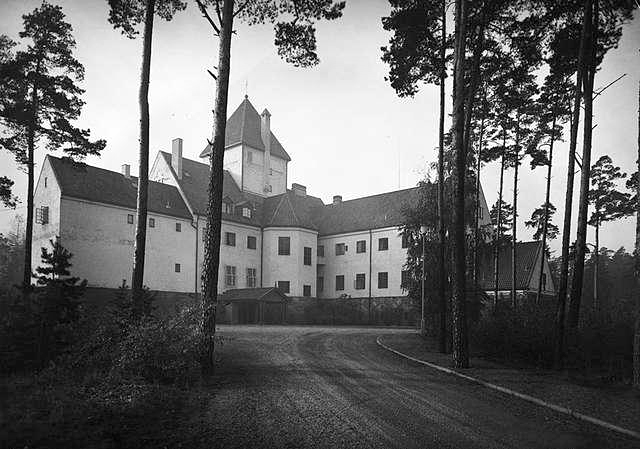
Вілла-Гранде в 1945 році

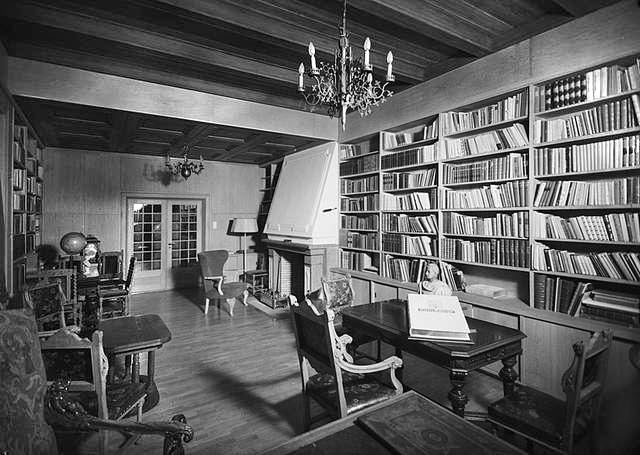
Бібліотека у Вілла-Гранде з російським столом, який належав прем'єр-міністру Столипіну

Коли Nasjonal Samling (NS) була заснована в 1933 році, Марія Квіслінг зареєстрована членкинею організації. Вона злегка брала участь на початку, але ніколи не мала якоїсь політичної ролі. Коли Німеччина вторглася в Норвегію в 1940 році, Відкун став лідером пронацистського маріонеткового режиму.
У грудні 1941 року, Марія і Відкун переїхали у Вілла-Гранде, який Відкун називав «Гімле», що в скандинавській міфології має значення як утопічне місце. Будівництво будинку почалося в 1917 році, але він залишався незавершеним, доки колабораціоністська влада не вирішила зробити його місцем проживання Квіслінгів на початку 1941 року. Марія Квіслінг активно брала участь в умеблюванні резиденції, де з'явилися російські меблі і велика картина, придбана у Москві. Вона також найняла слуг (щонайбільше 12) і регулярно робила покупки в Steen & Strøm, Glasmagasinet та інших місцях. У цей час не було чіткого розмежування між приватними витратами подружжя і державними. Коли 1 лютого 1942 року Відкуна було призначено міністром-президентом, у Вілла-Гранде відбулося велике святкування, і Марія Квіслінг була його господинею. Вона організувала численні інші обіди та вечірки за час проживання там.
Коли окупація закінчилася, 9 травня Відкуна було заарештовано. Марія Квіслінг залишалася у Вілла-Гранде до 15 травня, коли отримала наказ виїхати. Вона переїхала до вдови колишнього міністра фінансів Фредеріка Притца.

## Суд і страта Відкуна
Після арешту Відкуна у травні 1945 року, Марія не мала з ним контактів упродовж двох місяців, поки їм не дали дозволу листуватися, і вперше відвідала його у в'язниці в серпні. Хоча Марія хотіла свідчити в суді, Відкун їй не дозволив. Натомість адвокат Відкуна зачитав кілька заяв від її імені на його захист. 10 вересня Відкун був засуджений до смертної кари. Його дружина була глибоко вражена і писала листи-звернення у різні інстанції, в тому числі королю Гокону, прем'єр-міністру Ейнару Герхардсену та Отто Руге. Вона також підготувала звернення до Сталіна, підкреслюючи зусилля Відкуна на благо Росії, але листа ніколи не було надіслано. 13 жовтня Верховний суд залишив вирок в силі і надав помилування. Коли 23 жовтня Відкуну повідомили, що його стратять того ж дня, він написав їй останнього листа і вклав пасмо свого волосся, яке вона зберегла. Наступного ранку їй повідомили, і разом з невеликою групою людей вона відбула панахиду в її будинку. Її не допустили до урни з прахом Відкуна, який зберігався в поліцейській дільниці.

## Поліцейське розслідування й арешт
Після того, як пані Притц виїхала з Осло, Марія Квіслінг залишилася без місця проживання. Влада дозволила їй користуватися двома кімнатами у Вілла- Майхауген у Віндерені в Осло; будинок належав чоловікові, ув'язеному за кооперацію з німецьким окупаційним урядом. Кілька інших дружин колишніх керівників NS отримали кімнати в тому ж будинку, і Квіслінг та інші викликали негативну реакцію з боку сусідів і преси.
29 серпня 1945 Dagbladet розмістила статтю з заголовком «Чому пані Квіслінг не у в'язниці?» У статті журналіст писав: «Ніхто не підтримував німців і нацистів більше, ніж пані Квіслінг, і вона отримала всілякі вигоди, поки її чоловік був при владі. Це помилкова ввічливість — поводитися з нею м'якше, ніж з іншими зрадниками.»
У лютому 1946 року її викликано на допит у Victoria Terrasse. Їй ставили запитання про минуле, її діяльність у  Nasjonal Samling і життя під час окупації. У березні поліція провела обшук в її помешканні. Розробляючи версію, що у травні 1945 року вона підбурювала Відкуна до збройного опору, 31 травня 1946 року поліція заарештувала Марію Квіслінг. Прокурори зняли звинувачення у заохоченні до збройного опору, але залишилося звинувачення у членстві в NS, представленні окупаційного режиму у її ролі дружини Відкуна, підбурюванні Відкуна до використання державних коштів на декор їхнього помешкання, а також в отриманні речей, які окупаційний режим конфіскував з Королівського замку.
17 червня Марія виступила в суді на попередньому слуханні (forhørsretten), де відкинула всі звинувачення. Суд був відкритий для громадськості і привернув багато уваги.
18 червня 1946 року її відпустили, оскільки суд не знайшов підстав тримати її під вартою. Розслідування тривало, але 8 квітня 1948 року Марію Квіслінг проінформували про те, що всі звинувачення проти неї знято.
Історик Ганс Фредрік Даль висловлює здивування, що її не засудили, хоча вона щонайменше була членкинею NS.

## Похорон Відкуна Квіслінга
Марія Квіслінг просила дозволу отримати урну з прахом Відкуна в 1946 році, але отримала відмову. Вона знову звернулася в 1956 році після того, як начальник поліції Осло попросив дозволу уряду, щоб кинути попіл у Осло-фіорд, але уряд відхилив обидва прохання. Однак наступне прохання Квіслінг у 1959 році було успішне і в червні урну привезли до неї. Марія Квіслінг, кузина Відкуна Маргарет Лангаард і священик Асле Енгер провели невелику церемонію в будинку Квіслінг. 31 червня урну поховано на родинному похованні Квіслінгів біля церкви Gjerpen. Церемонія за участю місцевого священика була маленькою і секретною, і не було напису з іменем Відкуна.

## Подальше життя, смерть та спадок

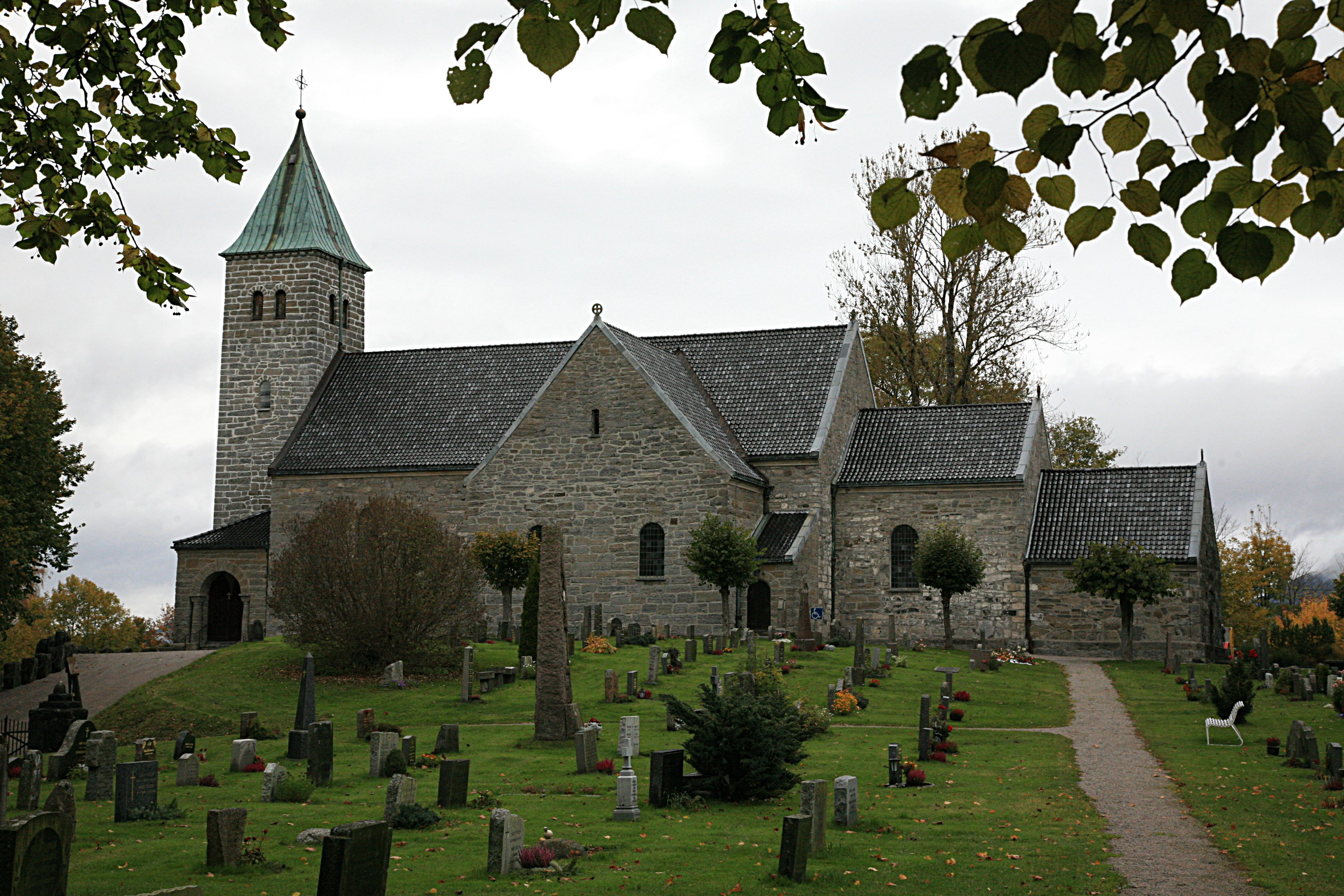
Відкун і Марія Квіслінги поховані на цвинтарі Gjerpen

Усе своє життя в Норвегії Марія Квіслінг скаржилися на різні проблеми зі здоров'ям і часто проводила час у закладах відпочинку. У повоєнні роки стан її здоров'я погіршився, вона часто ходила до терапевтів і психологів. Вона мала ревматизм, проблеми з хребтом, проблеми з очима і депресії. З віком розвинулася деменція. У 1977 році її довгостроково госпіталізовано до лікарні Уллевол, а 1978-го вона переїхала до будинку пристарілих в Уранієнборгу, де й жила до своєї смерті 17 січня 1980 року. Похована в сімейній могилі Квіслінгів на цвинтарі Gjerpen.
Належачи до Російської православної церкви, Марія Квіслінг була християнкою. У 1930-х роках контактувала з Оксфордською групою. Коли Марія була вже в похилому віці, її відвідувала жінка з Товариства внутрішньої місії Осло, а після госпіталізації до неї регулярно приходили відвідувачі з католицької церкви.
У 1976 році у своєму заповіті Марія вказала, що її майно після її смерті має увійти у фонд, Vidkun og Maria Quisling's legat, пізніше названий Maria Quislings legat, керівництво яким мало здійснювати Товариство внутрішньої місії Осло і щороку надавати матеріальну допомогу літнім людям, які опинилися в складній економічній ситуації. Основний капітал становить близько 2,4 млн кр. Гроші надаються напередодні Різдва за заявками.
Документи Відкуна вона заповіла бібліотеці університету Осло. Виконавець заповіту Марії Квіслінг — Фін Трана, адвокат верховного суду і колишній посадовець режиму Квіслінга.